# Bruno Grandi
Bruno Grandi (Forlì, 9 maggio 1934 – Forlì, 13 settembre 2019) è stato un allenatore di ginnastica e dirigente sportivo italiano.

## Biografia
È stato per 23 anni presidente della Federazione Ginnastica d'Italia, fino al 2000. Fra il 1998 ed il 1999 ha ricoperto il delicato incarico di presidente reggente del CONI, durante la fase di transizione dalla presidenza Pescante a quella Petrucci. È stato membro italiano del CIO dal 2000 al 2004.
Dal 1996 al 2016 ha ricoperto l'incarico di presidente della Federazione Internazionale di Ginnastica.
Nel 2001 è stato inserito nell'International Gymnastics Hall of Fame.
È morto il 13 settembre 2019, all'età di 85 anni.

## Riconoscimenti
- International Gymnastics Hall of Fame (2001)[2]